# Upsala Simsällskap
Upsala Simsällskap, "Uppsalas svømmeselskab" (bruger den gamle stavemåde af bynavnet med et p), blev grundlagt i Uppsala i 1796. Det er den ældste eksisterende sportsklub i Sverige, og hævder at være den ældste svømmeklub i verden.
Foreningen blev grundlagt af matematiker og astronom Jöns Svanberg (1771-1851) sammen med nogle kolleger fra Uppsala Universitetet som en måde at afhjælpe den generelle mangel på svømme-færdigheder. Det år selskabet blev grundlagt arrangerede Svanberg en "graduerings-ceremoni", modelleret efter den akademiske ceremoni, hvor han og nogle af hans kolleger tildelte sig selv en kandidatgrad og deres elever en bachelorgrad i svømning. Denne udnævnelse og disse "grader" blev overtaget af andre svenske svømmeklubber og er fortsat i brug.
Efter at Svanberg var rejst til Stockholm, blev svømmeskolen først ledet af Gabriel Marklin, bedre kendt som en excentrisk videnskabelig samler, og siden af Carl Gustaf Grahl, den første professionelle svømmeinstruktør i Sverige. På dette tidspunkt vendte Svanberg tilbage fra Stockhom, nu som professor i matematik.
I midten af det 19. århundrede blev der bygget en badeanstalt og siden tilføjet en vippe til udspring. Det spring fra vippe som kaldes en Isander blev opkaldt efter Lars Fredrik Isander (1828-1893), som var aktiv i klubben og senere lektor ved Katedralskolen i Linköping, og Molberg saltoen blev opkaldt efter Anders Fredrik Mollberg, svømmeinstruktør for klubben 1878-1879, der angiveligt opfandt den ved et uheld, hvor han havde til hensigt at lave en Isander. Dog ser springet ud til at være betydeligt ældre og er beskrevet allerede i Underrättelser i simkonsten, en svensk instruktionsbog i svømning fra 1839. Anekdoter beskrive Mollbergs ekstraordinære gymnastiske evner og hvordan han engang lavede en dobbelt molberg mens han var lidt bedugget, så publikum spekulerede på, hvordan han kom op af vandet i live.
Selv om den oprindelige hensigt med klubben var elementær svømmeundervisning, begyndte den på konkurrencesvømning i 1910 og er en af de mest succesfulde svømmeklubber i Sverige.

## Svømmere
Klubbens tidligere og nuværende svømmere på det svenske landshold inkluderer:
- Jennie Johansson
- Monica Parsmark
- Anders Bellbring
- Per-Alvar Magnusson
- Richard Milton
- Ulf Eriksson
- Lars-Ove Jansson
- Ola Strömberg
- Anders Kroon
- Christoffer Wikström
- Sebastian Wikström

## Extern henvisning
- Upsala simsällskap